# Infamia (telenovela)
Infamia (lit. Infâmia) é uma telenovela mexicana produzida por Fernando Chacón para a Televisa e exibida pelo Canal de las Estrellas entre 1981 e 1982.
A telenovela foi exibida simultaneamente com Una limosna de amor, que ia ao ar às 17h30, enquanto Infamia era exibida às 17h.
Foi protagonizada por Susana Dosamantes e Julio Alemán, com a participação antagônica de Hilda Aguirre.

## Sinopse
Lidia Santana é uma mulher casada com um homem rico e mais velho que ela, David Montalvo. Ambos tem um filho, Tony. No entanto, Lidia não é feliz pois David é um homem frio e unicamente se casou com ele por despeito, já que o grande amor de sua vida, Víctor Andreu, a abandonou em sua juventude. Um dia, enquanto Lidia está comprando o presente de aniversario de casamento para seu marido, se encontra com Víctor. Ambos se surpreendem ao se encontrarem depois de tantos anos. Víctor nunca deixou de amar a Lidia, pensa muito nela apesar de estar casado com uma mulher doce e carinhosa, Alma, com quem tem uma filha, Lolita. Dias depois David quem não regressou a casa a noite de seu aniversario, decide organizar una festa para celebrá-lo, ainda que tenham passado dias. Lidia e Víctor se encontram nessa festa, conversam e descobrem que jamais haviam deixado de se amarem. No entanto, entre eles se colocará Sandra Morgado, una mulher frívola e inescrupulosa que se diz amiga de Alma, mas sempre esteve apaixonada por Víctor, e utilizará a Lidia para destruir o matrimonio de Víctor e logo após tirar Lidia do caminho para finalmente ficar com Víctor.

## Elenco
- Susana Dosamantes - Lidia Santana
- Julio Alemán - Víctor Andreu
- Hilda Aguirre - Sandra Morgado
- Norma Lazareno - Alma de Andreu
- Sergio Bustamante - David Montalvo
- Nelly Meden - Matilde
- Bárbara Gil - Emilia
- Juan Peláez - Alejandro
- Yolanda Ciani - Elvira Jiménez
- Alfonso Munguía - Rolando Fuentes
- Carmín Marcelo - Mónica Palacios
- Enrique Becker - César
- Carlos Cámara - Inspector Carmona
- Luis Torner - Andrés
- Claudia Guzmán - Dorita
- Angelita Castany - Bárbara
- Carmen Salas - Betty
- Lina Durán - Srta. Torres
- Paulina Lazareno - Lolita Andreu
- Enrique Rubio - Tony Montalvo
- Rafael Banquells - Dr. Navarro